# آبشار همد این هالو
آبشار همد این هالو (به انگلیسی: Hemmed-In-Hollow Falls) آبشاری است که در کشور ایالات متحده آمریکا واقع شده‌است و بلندترین ریزشگاه آن ۲۰۹ متر ارتفاع دارد. حوضهٔ آبریز این آبشار، رودخانه ملی بوفالو است.